# 246-та піхотна дивізія (Третій Рейх)
246-та піхотна дивізія (Третій Рейх) (нім. 246. Infanterie-Division) — піхотна дивізія Вермахту за часів Другої світової війни. Дивізія 3-ї хвилі мобілізації Сухопутних військ Третього Рейху брала участь у Французькій кампанії, билася на Східному фронті.

## Історія
246-та піхотна дивізія сформована 26 серпня 1939 року в Дармштадті у XII-му військовому окрузі під час 3-ї хвилі мобілізації Вермахту шляхом реорганізації 246-ї дивізії Ландверу.
З моменту формування й до початку широкомасштабного наступу Вермахту на Заході, дивізія дислокувалася поблизу західних кордонів Рейху поблизу Раштат, Брухзаль, Карлсруе і перебувала в штаті 1-ї, а пізніше 7-ї армій. У Французькій кампанії дивізія брала участь у бойових діях з 13 травня, штурмувала лінію Мажино на рубежі Лотербур, Нідерлотербак, Сальмбак, Віссамбур. Надалі 246-та дивізія прорвала оборону французів та вела бої за Унспак, Сульц-су-Форе, Рейшсоффен. По завершенні бойових дій виконувала окупаційні функції у Бішвіллер.
У липні 1940 року з'єднання повернули до пунктів постійного базування, де після реорганізації дивізію тимчасово розпустили. З лютого 1941 року підрозділи 246-ї піхотної дивізії знову увійшли до строю й зосереджені у центральній Франції в районах міст Тур, Шательро, Рюффек-ле-Шато і Шинон. На території окупованої країни німецьке з'єднання виконувало завдання з охорони тилу, важливих об'єктів, залізничних та шосейних шляхів, підготовки резервів для кадрових військ.
Взимку 1941 року дивізія передислокована на німецько-радянський фронт, де увійшла до 9-ї армії групи армій «Центр», що протистояла зимовому наступу Червоної армії під Москвою. Частини дивізії зосередилися до лютого 1942 року в районі Ліозно-Смоленська. Звідкіля її перемістили до Ржевського виступу, що щойно утворився. Війська прибули до району Духовщина-Нелідово-Пушкарі-Білий.

### Операція «Зейдліц»
У травні 1942 246-ту дивізію включили до так званої «групи генерала Есебека», яка готувалася до наступальної операції з кодовою назвою «Зейдліц».

Операція «Зейдліц» (липень 1942 року)

Карта Ржевського виступу з дислокацією 246-ї піхотної дивізії напередодні початку операції «Бюффель». Ржевська битва. Зима 1943

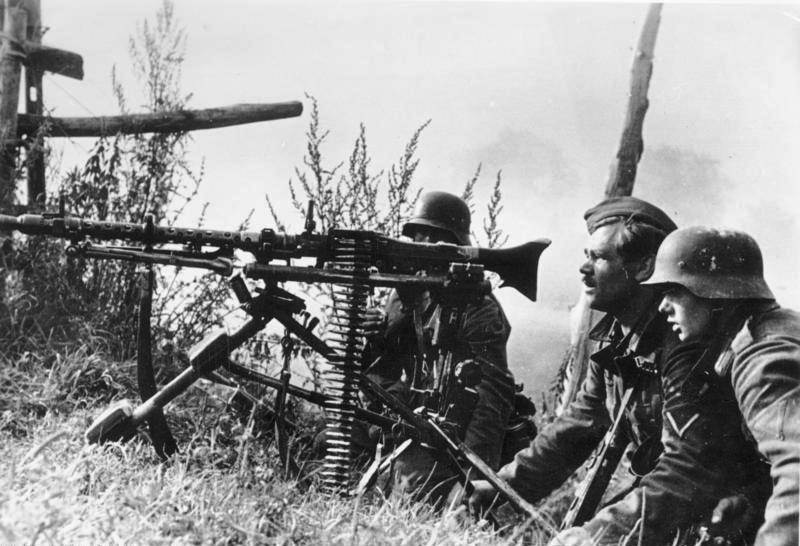
Обслуга кулемета MG 34 на вогневій позиції. Ржевська битва. 27 серпня 1942

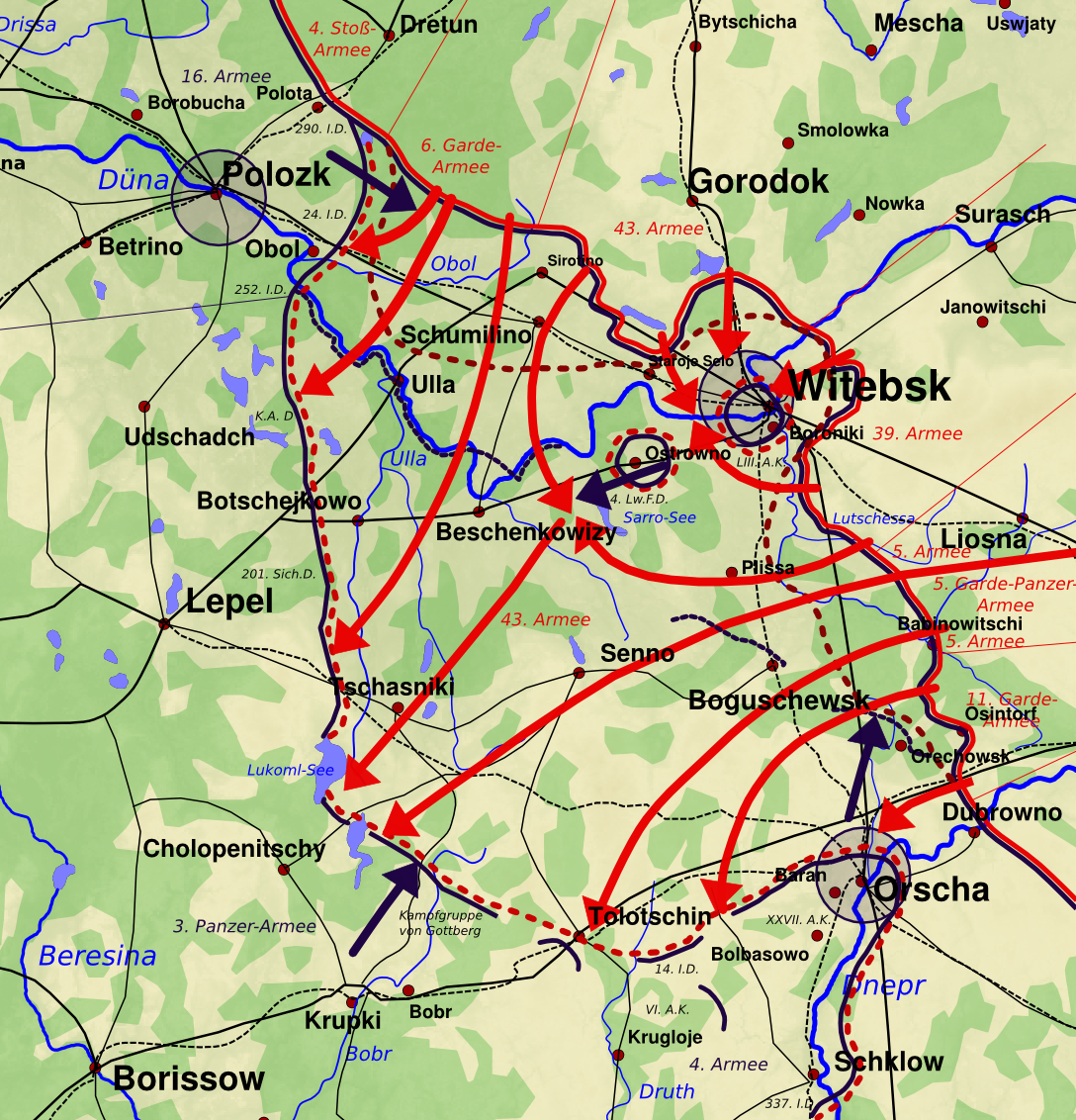
Операція «Багратіон». Карта Вітебсько-Оршанської операції. 22-27 червня 1944

Операція «Зейдліц» розпочалась 2 липня 1942 року. 246-та піхотна дивізія наступала разом з 2-ю танковою дивізією наступала з району Білого на схід під командуванням генерала Есебека. На всіх напрямках наступу частини Вермахту зустріли активну протидію червоноармійців, а на деяких ділянках німецькі атаки навіть було відбито. Загалом станом на 3 липня хід операції характеризувався командуванням Вермахту як «доволі повільний», а успіхи — «поодинокими».
Але, потім у бій вступили головні сили 46-го танкового корпусу, 86-ї і 328-ї піхотних та 20-ї танкової дивізії, які завдавали потужного удару по радянських військах зі сходу на захід. 5 липня 1942 року німці опанували Пушкарі й замкнули кільце навколо угруповання Червоної армії. В оточення потрапили всі частини й з'єднання 39-ї армії і 11-го кавалерійського корпусу, а також з'єднання 41-ї (17-та гвардійська стрілецька, 135-та стрілецька дивізії, 21-ша танкова бригада) і 22-ї (355-та, частини 380-ї і 185-ї стрілецьких дивізій) радянських армій. Спроби радянських військ силами 12 танків на північ від Білого і 20 — на захід від Старух відновити прохід закінчилися невдачею.
9 липня оточені радянські війська здійснили кілька спроб вирватися з оточення в районі селища Нестерове, проте частини Вермахту змусили їх відступити в ліси. Без продовольства, медикаментів та боєприпасів, втративши радіозв'язок з командуванням Калінінського фронту, оточена радянська армія поступово втрачала боєздатність. 11 липня була здійснена чергова організована спроба прорвати німецьке кільце, але вона завершилась безрезультатно. Після цього війська Вермахту розпочали зачистку котлів. 12 липня 1942 року командування 9-ї армії доповіло штабу групи армій «Центр» про успішне завершення операції «Зейдліц».

### Бої під Ржевом
З липня 1942 року 246-та дивізія XXIII армійського корпусу генерал-лейтенанта К. Гільперта билася на Ржевському виступі, де протистояла спробам Червоної армії прорватися на західному фасі виступу. 246-та піхотна дивізія разом з 52-ю та 253-ю піхотними дивізіями XXVII-го армійського корпусу зосередилася на північний схід від Духовщини.
Дивізія, разом з 52-ю та 86-ю піхотними дивізіями стялася поблизу Білого на оборонних рубежах більше півроку. 25 листопада 1942 радянські війська маршала Г.Жукова розпочали широкомасштабний наступ за планом операції «Марс». Одним з напрямків головних ударів були німецькі позиції поблизу Білого. За підтримки танків війська 41-ї армії вклинилися в бойові порядки дивізії генерал-лейтенанта М. Сірі між Сімоновка-Демаші на глибину 20 км й здійснили спробу прорватися далі вглиб оборони Вермахту. Протягом трьох днів німецькі підрозділи дивізії утримували свої рубежі, не допускаючи подальшого просування військ противника. Незабаром генерал В.Модель кинув у бій свої танкові резерви, які контрударом знищили формування Червоної армії, що вирвалися вперед та стабілізував фронт на цій ділянці. 246-та дивізія зачистила залишки розгромлених військ противника й вийшла на попередні позиції, які утримувала до кінця березня 1943 року.
1 березня 1943 року німецькі війська розпочали операцію «Бюффель». Поступово та організовано відступаючи, 5 березня війська Вермахту досягли оборонного рубежу Сичовка — Білий та утримували його до 7 березня. 8 березня німецькі війська залишили Сичовку, 10 березня — Білий, а 12 березня — Вязьму. Станом на 14 березня більша частина військових з'єднань вже була виведена на позицію «Бюффель». Нова лінія оборони була забезпечена дротовими загородженнями і мінними полями, посилена вогневими точками і бліндажами. 30 березня 1943 року евакуація німецьких військ із Ржевського виступу була завершена.
Протягом квітня-вересня 1943 року з'єднання перебувало в позиційній обороні на рубежі Воротишино-Троїцьке-Фомино. У вересні вела бої під час Духовщинсько-Демидівської операції Червоної армії. Відступила на захід до Ліозно-Рудня-озеро Велике Рутавечь.

### На Вітебському напрямку
З жовтня 1943 до літа 1944 дивізія у складі 3-ї танкової армії утримувала оборонні рубежі поблизу Вітебська біля Височани-Старобобил'е.
24 червня 1944 року Червона армія розпочала стратегічну наступальну операцію «Багратіон» у Білорусі. У ході Вітебсько-Оршанської операції 3-й Білоруський фронт (генерал-полковник, з 26 червня генерал армії Черняховський І. Д.) завдав найпотужнішого удару на лівому фланзі німецької групи армій «Центр» й повністю розгромив німецьке угруповання навколо Вітебська. В кільці оточення опинилися п'ять німецьких дивізій, які були розбиті на дві ізольовані частини: одна блокована на західній околиці міста (6-та авіапольова, 206-та пд, частина 197-ї пд, полк 246-ї пд); друга — північніше (Островно) (4-та авіапольова, головні сили 246-ї, підрозділи 197-ї пд).
За радянськими даними, в ході операції були оточені і повністю знищені 246-та, 106-та піхотні, 4-та і 6-та авіапольові дивізії, розгромлені 299-та, 14-та, 95-та, 197-ма піхотні дивізії, завдано великих втрат 256-й, 260-й піхотним, 286-й охоронній дивізіям і низці окремих частин.
3 серпня 1944 року командування Сухопутних військ Вермахту офіційно видало наказ про ліквідацію дивізії.

## Райони бойових дій
- Німеччина (вересень 1939 — травень 1940);
- Франція (травень — червень 1940);
- Німеччина (червень 1940 — серпень 1941);
- Франція (серпень 1941 — січень 1942);
- Східний фронт (центральний напрямок) (січень 1942 — липень 1944).

## Командування

### Командири
- генерал-майор, з 1 грудня 1939 генерал-лейтенант Еріх Денекке (нім. Erich Denecke) (26 серпня 1939 — 13 грудня 1941);
- генерал-лейтенант Максиміліан Зірі (нім. Maximilian Siry) (13 грудня 1941 — 16 травня 1943);
- генерал-майор Конрад фон Альберті (нім. Konrad von Alberti) (16 травня — 12 вересня 1943);
- генерал-майор Гайнц Фібіг (нім. Heinz Fiebig) (12 вересня — 5 жовтня 1943);
- генерал-майор Вільгельм Фаллей (нім. Wilhelm Falley) (5 жовтня 1943 — 20 квітня 1944);
- генерал-майор Клаус Мюллер-Бюлов (нім. Claus Müller-Bülow) (20 квітня — 27 червня 1944).

### Підпорядкованість
| Час          | Корпус                  | Армія                  | Група армій (округ)    | Штаб                     |
| ------------ | ----------------------- | ---------------------- | ---------------------- | ------------------------ |
| 1939         |                         |                        |                        |                          |
| вересень     | z.Vfg.                  | 1-ша армія             | Група армій «C»        | Саарпфальц               |
| 1940         |                         |                        |                        |                          |
| 1 січня      | —                       | 7-ма армія             | Група армій «C»        | Верхній Рейн             |
| 9 січня      | XXV-й ак                | 7-ма армія             | Група армій «C»        | Верхній Рейн             |
| 1 червня     | XXXVII-е КОПр           | 1-ша армія             | Група армій «C»        | Саарпфальц               |
| липень       | тимчасово розформована  | тимчасово розформована | тимчасово розформована | тимчасово розформована   |
| 1941         |                         |                        |                        |                          |
| січень       | тимчасово розформована  | тимчасово розформована | тимчасово розформована | тимчасово розформована   |
| 14 лютого    | XII-й військовий округ  | XII-й військовий округ | XII-й військовий округ | Німеччина                |
| 9 березня    | LIX-е КОПр              | 7-ма армія             | Група армій «D»        | Північно-Західна Франція |
| 1942         |                         |                        |                        |                          |
| 1 січня      | LIX-е КОПр              | 7-ма армія             | Група армій «D»        | Північно-Західна Франція |
| лютий        | —                       | 9-та армія             | Група армій «Центр»    | Ржев, Білий              |
| 9 травня     | Тактична група «Есебек» | 9-та армія             | Група армій «Центр»    | Ржев, Білий              |
| 8 липня      | Група Гарпе             | 9-та армія             | Група армій «Центр»    | Ржев, Білий              |
| 15 липня     | XXIII-й ак              | 9-та армія             | Група армій «Центр»    | Ржев, Білий              |
| 24 листопада | XXXXI-й тк              | 9-та армія             | Група армій «Центр»    | Ржев, Білий              |
| 1943         |                         |                        |                        |                          |
| 1 січня      | XXXXI-й тк              | 9-та армія             | Група армій «Центр»    | Ржев, Білий              |
| 17 березня   | XXIII-й ак              | 9-та армія             | Група армій «Центр»    | Ржев, Білий              |
| 21 березня   | XXVII-й ак              | 4-та армія             | Група армій «Центр»    | Єльня                    |
| 1 липня      | XXXIX-й тк              | 4-та армія             | Група армій «Центр»    | Єльня                    |
| 1 серпня     | XXVII-й ак              | 4-та армія             | Група армій «Центр»    | Єльня                    |
| 31 серпня    | IX-й ак                 | 4-та армія             | Група армій «Центр»    | Єльня                    |
| 7 вересня    | XXVII-й ак              | 4-та армія             | Група армій «Центр»    | Смоленськ                |
| 16 вересня   | XXXIX-й тк              | 4-та армія             | Група армій «Центр»    | Смоленськ                |
| 24 вересня   | XXVII-й ак              | 4-та армія             | Група армій «Центр»    | Смоленськ                |
| 26 вересня   | VI-й ак                 | 3-тя танкова армія     | Група армій «Центр»    | Вітебськ                 |
| 10 жовтня    | LIII-й ак               | 3-тя танкова армія     | Група армій «Центр»    | Вітебськ                 |
| 14 листопада | VI-й ак                 | 3-тя танкова армія     | Група армій «Центр»    | Вітебськ                 |
| 1944         |                         |                        |                        |                          |
| 1 січня      | VI-й ак                 | 3-тя танкова армія     | Група армій «Центр»    | Вітебськ                 |
| лютий        | LIII-й ак               | 3-тя танкова армія     | Група армій «Центр»    | Вітебськ                 |
| липень       | в стадії розформування  | в стадії розформування | в стадії розформування | в стадії розформування   |

### Склад
| Вересень 1939                          | 1942                               | Липень 1943                            |
| -------------------------------------- | ---------------------------------- | -------------------------------------- |
| 313-й піхотний полк                    | 689-й піхотний полк                | 689-й гренадерський полк               |
| 352-й піхотний полк                    | 352-й піхотний полк                | —                                      |
| 404-й піхотний полк                    | 404-й піхотний полк                | 404-й гренадерський полк               |
| 246-й артилерійський полк              |                                    |                                        |
| 246-й протитанковий дивізіон           | 246-та самохідно-протитанкова рота | 246-й самохідно-протитанковий дивізіон |
| 246-й розвідувальний батальйон         | —                                  | —                                      |
| —                                      | 246-й велосипедний батальйон       | —                                      |
| 246-й інженерний батальйон             |                                    |                                        |
| —                                      | —                                  | 246-й фузілерний батальйон             |
| 246-й дивізійний батальйон зв'язку     |                                    |                                        |
| 246-те дивізійне управління постачання |                                    |                                        |
| —                                      | —                                  | 246-й запасний батальйон               |